# 산청 전 구형왕릉
산청 전 구형왕릉(山淸 傳 仇衡王陵)은 대한민국 경상남도 산청군 금서면에 있는 삼국시대의 유적이다. 1971년 2월 9일 대한민국의 사적 제214호 전구형왕릉으로 지정되었으나, 2011년 현재의 명칭으로 변경되었다.

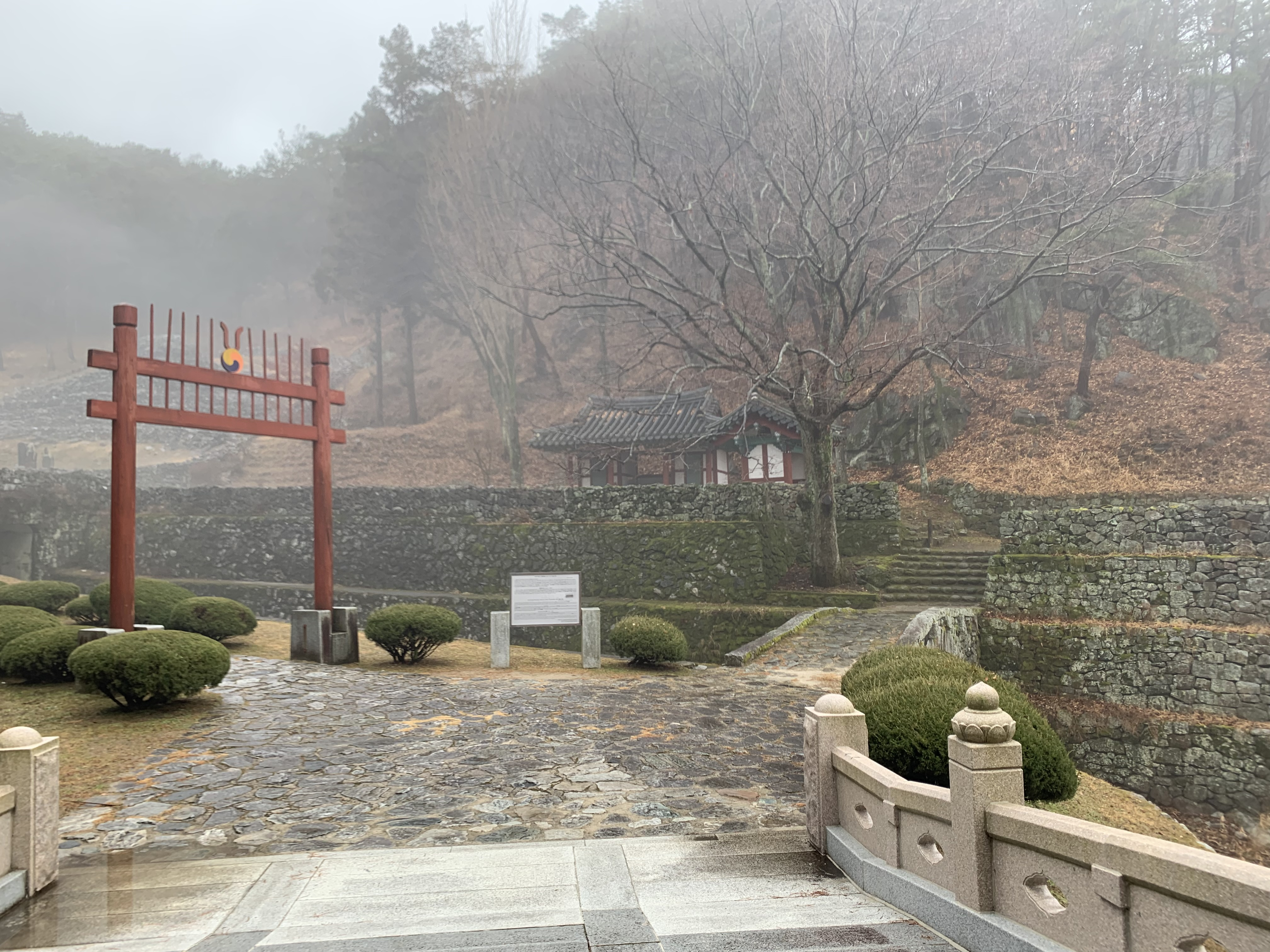
20230113_산청 전 구형왕릉-01

## 개요
가야 10대 임금인 구형왕의 무덤으로 전해지고 있는 돌무지로, 구형왕은 구해(仇亥) 또는 양왕(讓王)이라 하는데 김유신의 증조부이다. 521년 가야의 왕이 되어 532년 신라 법흥왕에게 영토를 넘겨줄 때까지 11년간 왕으로 있었다.
『동국여지승람』, 『산음현 산천조』에 '현의 40리 산중에 돌로 쌓은 구룡이 있는데 4면에 모두 층급이 있고 세속에는 왕릉이라 전한다'라는 기록이 있다. 이 무덤에 왕명을 붙인 기록은 조선시대 문인인 홍의영의 『왕산심릉기』에 처음 보이는데 무덤의 서쪽에 왕산사라는 절이 있어 절에 전해오는 『왕산사기』에 구형왕릉이라 기록되었다고 하였다. 
일반무덤과는 달리 경사진 언덕의 중간에 총높이 7.15m의 기단식 석단을 이루고 있다. 앞에서 보면 7단이고 뒷면은 비탈진 경사를 그대로 이용하여 만들었기 때문에 평지의 피라미드식 층단을 만든 것과는 차이가 있다. 무덤의 정상은 타원형을 이루고 있다. 돌무덤의 중앙에는 ‘가락국양왕릉’이라고 쓰인 비석이 있고 그 앞에 석물들이 있는데 이것은 최근에 세운 시설물이다.
조선 정조 17년(1793)에는 왕산사에서 전해오던 나무상자에서 발견된 구형왕과 왕비의 초상화, 옷, 활 등을 보존하기 위해 ‘덕양전’이라는 전각을 짓고, 오늘날까지 봄과 가을에 제사를 지내고 있다.
양식상 왕릉이 아니라 불탑의 잔해라고 보아야 맞다는 설이 있다. 이와 비슷한 것이 안동과 의성지방에 분포하고 있는 것 또한 불탑설의 근거로 거론된다. 먼 훗날인 조선시대에야 기록된 『동국여지승람』 이전에는 이것이 가야왕릉이라는 기록 자체가 없었다. 그래서 사적명도 "구형왕릉"이라고 확정적으로 칭하는 것이 아니라 "전(해지기로) 구형왕릉"인 것이다. 

## 같이 보기
- 산청 왕산사지 - 경상남도 기념물 제164호
- 구형왕